# Buchanan (Saskatchewan)
Pour les articles homonymes, voir Buchanan.
Buchanan est une communauté située dans la province de Saskatchewan, dans le sud-est.